# Lex minus quam perfecta
Lex minus quam perfecta (dosł. prawo mniej niż doskonałe) – norma prawna opatrzona sankcją represyjną (karną). Oznacza to, że postępowanie sprzeczne z tym, co nakazuje lub czego zakazuje określona norma, spotka się ze ściganiem przez organy wymiaru sprawiedliwości i możliwością nałożenia sankcji karnej na osobę, która normę naruszyła. 
Tego rodzaju normy zawiera przede wszystkim prawo karne, opisując czyny przestępcze. Dokonanie takiego czynu uruchamia ściganie, którego wynikiem może być nałożenie sankcji karnej (kary).